# 米海洛-甘尼夫卡
51°1′22″N 33°18′36″E / 51.02278°N 33.31000°E
米哈伊洛-漢尼夫卡（烏克蘭語：Михайло-Ганнівка）是位於烏克蘭東北部的村莊，由蘇梅州科諾托普區的波皮夫卡市鎮負責管轄。該村距離安德里伊夫西克2公里，海拔高度159米，2001年人口172。